# Luigi Rizzi (linguista)

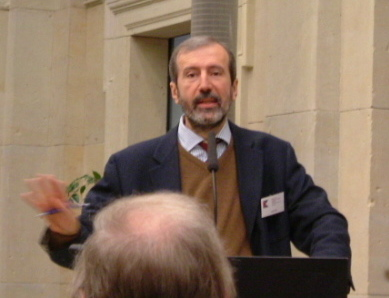
Luigi Rizzi, 2005

Luigi Rizzi (Genova, 3 giugno 1952) è un linguista e glottologo italiano.

## Biografia
Ha studiato alla Scuola Normale Superiore di Pisa e all'Università di Pisa, perfezionandosi poi all'Università di Parigi VIII. È attualmente professore presso il Collège de France a Parigi.  È stato professore ordinario di linguistica generale, teoria grammaticale e acquisizione del linguaggio presso l'Università di Siena, dove continua ad insegnare.  Sempre presso l'Università di Siena, è stato direttore e membro del Centro Interuniversitario di Studi Cognitivi sul Linguaggio (CISCL).  Ha insegnato inoltre presso i dipartimenti di linguistica di diverse università europee ed americane ed è stato professore associato all'MIT e professore ordinario all'Università di Ginevra, con cui tuttora collabora.
Si occupa di teoria della sintassi e di sintassi comparativa delle lingue romanze e germaniche; ha contribuito in particolare allo sviluppo dell'approccio parametrico alla comparazione sintattica, alla teoria della località e allo studio delle rappresentazioni sintattiche.
Assieme a Guglielmo Cinque, è considerato il massimo esponente italiano della grammatica generativa, all'interno della quale ha patrocinato lo sviluppo di un programma di ricerca che consta di un particolare approccio allo studio della sintassi detto "cartografico".